# Keshav Chopra
Keshav Chopra (* 24. Oktober 2001 in Marietta, Georgia) ist ein US-amerikanischer Tennisspieler.

## Karriere
Chopra spielte bis 2019 auf der ITF Junior Tour. Dort konnte er mit Rang 137 seine höchste Notierung in der Jugend-Rangliste erreichen. Bei einem Grand-Slam-Turnier spielte er dort nie.
Chopra ging nach seinem Schulabschluss an die IMG Academy, an der er 2019 den IMG Student Athlete of the Year Award erhielt. 2019 begann er ein Studium am Georgia Institute of Technology, wo er auch College Tennis spielte. Während des Studiums spielte er selten Turniere. 2019 nahm er an einem Turnier der ITF Future Tour teil, wo er in der ersten Runde ausschied. 2021 profitierte er von einer Wildcard, die ihm von den Turnierverantwortlichen in Atlanta zuerkannt wurde und ihm einen Startplatz im Doppel garantierte. Bei seiner Premiere auf der ATP Tour unterlag er an der Seite von Andres Martin in der ersten Runde. In der Tennisweltrangliste konnte er sich bislang nicht platzieren.

## Erfolge
| Legende (Anzahl der Siege)  |
| Grand Slam                  |
| ATP World Tour Finals       |
| ATP World Tour Masters 1000 |
| ATP World Tour 500          |
| ATP World Tour 250          |
| ATP Challenger Tour (1)     |

### Doppel

#### Turniersiege
| Nr. | Datum         | Turnier  | Belag | Partner       | Finalgegner                 | Ergebnis          |
| --- | ------------- | -------- | ----- | ------------- | --------------------------- | ----------------- |
| 1.  | 12. Juli 2025 | Winnipeg | Sand  | Andres Martin | Naoki Nakagawa Kris van Wyk | 7:62, 3:6, [10:3] |